# 속초시의 시내버스
속초시의 시내버스는 강원특별자치도 속초시를 중심으로 운행하는 대중교통 수단이다. 운수업체로는 강원여객, 동해상사고속이 있다.

## 운임
2023년 1월 1일 기준 요금이다.
| 종류 | 나이                    | 현금 (원) | 카드 (원) |
| ---- | ----------------------- | --------- | --------- |
| 일반 | 어른 (만 19세 이상)     | 1700      | 1530      |
| 일반 | 청소년 (만 13세 ~ 18세) | 1360      | 1230      |
| 일반 | 어린이 (만 7세 ~ 12세)  | 850       | 770       |

- 2012년 10월 1일부터 교통카드를 이용해 버스를 승차할 수 있다.[1] 캐시비 계열 교통카드만 사용 가능하며, 그 밖에 KB국민카드, BC카드, 신한카드 등의 후불 교통카드도 사용할 수 있다. 티머니는 2016년 1월 30일부터 사용 가능하다.[2]
- 시계외 요금은 성인 기준으로 9번, 9-1번에 한하여 속초 시계를 넘는 구간부터 1km당 138원이 가산되어 양양-속초 구간 탑승시 3230원이 부과된다. 과거에는 고성구간을 운행하던 1번, 1-1번에도 시계외 요금이 적용되었으나. 2022년 1월 1일 부터 시계외 요금이 폐지 되었다.

강원도 시 단위중 유일하게 무료환승할인이 불가능하였으나 2017년 8월 1일부터 속초 시내 노선을 경유하는 버스 한정으로 무료환승제도를 시행하게 되었다. 다만 고성군과 양양군간의 협의가 이루어지지 못한 관계로 속초 ↔ 고성, 속초 ↔ 양양을 오가는 일부 시내버스(시계외 요금적용 버스)는 환승제도를 적용하지 않는다.

### 환승 할인
2017년 8월부터 속초시 차적 및 속초시 시내를 경유하는 버스에 한정하여 환승이 가능하다. 환승시간은 90분이며 1일 1회 가능하다. 동일번호 노선버스와는 환승이 되지 않는다. 고성군, 양양군과의 협의를 못한 관계로 속초 ↔ 고성군 운행버스(1, 1-1, 13, 13-1. 13-2, 15, 16, 18, 19, 22번 등)와 속초 ↔ 양양군 운행버스(9, 9-1번) 및 시계외구간 요금적용 버스는 환승할인이 불가하다. 다만 고성군 토성면 원암리(미시령 구간)를 운행하는 3-1번 버스(속초 ↔ 고성군 토성면 원암리, 델피노리조트)는 3번 버스를 포함한 속초시내버스와 환승할인이 적용된다. 그러나 1번, 1-1번, 1-2번, 13번, 15번, 16번, 18번, 19번 등 같은 고성군 토성면을 경유하는 버스와는 속초시내에서도 환승할인이 불가하다.

### 동해상사 차고지 구분
동해상사 버스의 경우 속초시내에 대포동 차고지와 장사동 차고지 두 곳이 있으며 대포동 차고지는 속초 ↔ 고성군을 오가는 버스들이, 장사동 차고지는 속초 시내만을 경유하는 버스들이 소속되어있다. 장사동 차고지 소속 중 3-1번 버스는 유일하게 고성군 원암리를 경유하는 버스로 동해상사 장사동 차고지 버스 중 유일한 시계외구간요금 적용버스(고성군 원암리, 일성콘도, 델피노리조트)이다. 동해상사 대포동 차고지 소속버스들은 속초 ↔ 고성군을 오가는 버스가 많으므로 장사동 차고지 소속 버스와는 다르게 환승할인이 불가하다. 또한 장사동 차고지 소속의 7번, 7-1번 버스는 설악산을 경유하기 때문에 동해상사 대포동 차고지를 통과하며 1번, 1-1번, 13번 등의 대포동 및 고성군 마차진리 차고지 소속 버스는 장사동 차고지를 통과한다.

## 속초시 차적의 버스 노선
동해상사고속 대포동 노선 중 일부는 고성군 차량으로 운행한다.
| 노선 | 운행사                    | 운행구간       | 운행구간 | 운행구간         | 경유지                                                                                   | 배차 | 비고                          |
| ---- | ------------------------- | -------------- | -------- | ---------------- | ---------------------------------------------------------------------------------------- | ---- | ----------------------------- |
| 1    | 동해상사고속              | 대포동         | ↔        | 간성·거진·마차진 | 고속버스터미널, 구소방서, 시청, 영랑동, 장사동, 천진, 아야진, 오호, 가진                 | 25분 | 고성군 노선과 공동 배차       |
| 1-1  | 동해상사고속              | 대포동         | ↔        | 간성·거진·마차진 | 고속버스터미널, 구소방서, 시청, 시외버스터미널, 의료원, 장사동, 천진, 아야진, 오호, 가진 | 25분 | 고성군 노선과 공동 배차       |
| 1-2  | 동해상사고속              | 대포동         | →        | 마차진           | 고속버스터미널, 구소방서, 속초중학교, 장사동, 천진, 아야진, 오호, 가진, 간성, 거진       | 1회  |                               |
| 3    | - 강원여객 - 동해상사고속 | 장사동         | ↔        | 한화콘도         | 영랑동, 시외버스터미널, 노학동, 척산온천                                                 | 15회 | 2회 바람꽃마을 경유           |
| 3-1  | 동해상사고속              | 장사동         | ↔        | 대명콘도         | 영랑동, 시외버스터미널, 노학동, 척산온천, 한화콘도, 학사평                               | 8회  |                               |
| 7    | - 강원여객 - 동해상사고속 | 장사동         | ↔        | 설악산           | 영랑동, 시청, 생활체육관, 고속버스터미널, 대포동, 도문동                                 | 18회 |                               |
| 7-1  | - 강원여객 - 동해상사고속 | 장사동         | ↔        | 설악산           | 의료원, 시외버스터미널, 시청, 생활체육관, 고속버스터미널, 대포동, 도문동                 | 26회 |                               |
| 9    | 강원여객                  | 장사동         | ↔        | 양양             | 영랑동, 시청, 생활체육관, 고속버스터미널, 대포항, 물치리, 낙산사                         | 12분 | 양양군 노선과 공동 배차       |
| 9-1  | 강원여객                  | 장사동         | ↔        | 양양             | 의료원, 시외버스터미널, 시청, 생활체육관, 고속버스터미널, 대포항, 물치리, 낙산사         | 12분 |                               |
| 13-1 | 동해상사고속              | 대포동         | ↔        | 성대리           | 고속버스터미널, 구경찰서, 시청, 영랑동, 인흥리, 성천, 성대리, 용암리, 천진               | 3회  |                               |
| 13-2 | 동해상사고속              | 대포동         | ↔        | 성대리           | 고속버스터미널, 구경찰서, 시청, 영랑동, 천진, 용암리, 성대리, 성천, 인흥리               | 4회  |                               |
| 18   | 동해상사고속              | 대포동         | ↔        | 도원1리          | 고속버스터미널, 구경찰서, 시청, 영랑동, 천진, 교암, 백도, 야촌                           | 5회  |                               |
| 22   | 동해상사고속              | 대포동         | ↔        | 구성리           | 고속버스터미널, 구경찰서, 시청, 영랑동, 천진, 교암, 오호리                               | 5회  |                               |
| 33-1 | 강원여객                  | 장사동         | ↔        | 경찰서           | 영랑동, 시외버스터미널, 설악중학교, 삼환아파트                                           | 2회  |                               |
| 55   | 동해상사고속              | 관광수산시장   | →        | 관광수산시장     | 아남, 삼환아파트, 설악중학교                                                             | 10분 | 6회 관광수산시장↔장사동       |
| 505  | 동해상사고속              | 성호아파트     | →        | 성호아파트       | 부영아파트, 보건소, 삼환아파트, 설악중학교, 관광수산시장, 아남, 주공3차아파트            | 25분 | 7회 성호아파트↔대포동         |
| 66   | 강원여객                  | 시외버스터미널 | →        | 시외버스터미널   | 설악중학교, 삼환아파트, 설악고, 성호아파트, 고속버스터미널, 구소방서, 시청               | 14회 | 1회 속초해랑중 경유 장사동 행 |
| 77   | 강원여객                  | 시외버스터미널 | →        | 시외버스터미널   | 시청, 구소방서, 설악고, 성호아파트, 설악고, 삼환아파트, 설악중학교                       | 2회  |                               |
| 88   | 동해상사고속              | 장사동         | ↔        | 동광사           | 의료원, 시외버스터미널, 시청, 부영아파트, 주공4차아파트, 설악고                          | 16회 |                               |
| 99   | 강원여객                  | 시외버스터미널 | →        | 시외버스터미널   | 설악중학교, 삼환아파트, 아남, 시청, 의료원, 영랑동                                       | 15분 |                               |